# Кошик із фруктами (картина Караваджо)
Кошик із фруктами (італ. Canestra di frutta) — картина італійського художника епохи бароко Караваджо (уродженого Мікеланджело Мерізі і Караваджо).

## Історія
Одна з небагатьох картин митця, сюжет якої — виключно натюрморт. За словами історика мистецтва Джона Т. Спайка, «Кошик із фруктами» створено приблизно 1596 року, але в літературі про творчість Караваджо зустрічаються й інші дати, наприклад, професор Кетрін Пуглісі припускає, що більш вірогідний 1601 рік. Натомість Жиль Ламбер поєднує створення картини з перебуванням художника у кардинала Франческо Марія дель Монте та відносить картину до 1598—1599 років. Картина, написана в майстерні Кавальєрі д'Арпіно, одразу після її створення, затрималася там надто довго. У 1607 році кардинал Федеріко Борромео став власником картини, але немає достовірної інформації про те, як вона потрапила до нього. Протягом наступних століть картина не виставлялася, а її авторство приписали фламандським живописцям. У 1991 році, завдяки експерту з Караваджо Лонгі, встановили авторство твору Караваджо. Нині полотно прикрашає Пінакотеку Амброзіана в Мілані.

## Опис
Сюжет роботи — натюрморт, поданий пластично. Кошик із фруктами займає нижню частину картини і поміщається на чітко позначений край невидимого столу чи стільниці. Тло нейтральне, бліде, витягнуте вгору, без деталей. Плетений кошик, наповнений стиглими фруктами, які частково згнили, здається, трохи виступає з рамки картини. Художник представив яблуко з червоточинами, персики, груші, айву та чотири різні за кольором грона винограду. Фрукти доповнюються сухим листям, що обсипається, з виразними грибковими плямами, які професор Жуль Янік розпізнав як Glomerella cingulata.
Композиція освітлена навскіс з лівого боку, що у поєднанні з ілюзіоністичним зображенням плетеного кошика та сферичного фрукта створює враження тривимірності й об'ємності. Увагу глядача привертають натуралістичність і ретельність деталей, багатство деталей і ефект прозорості, особливо помітний на листі, яке обсипається.

## Інтерпретація

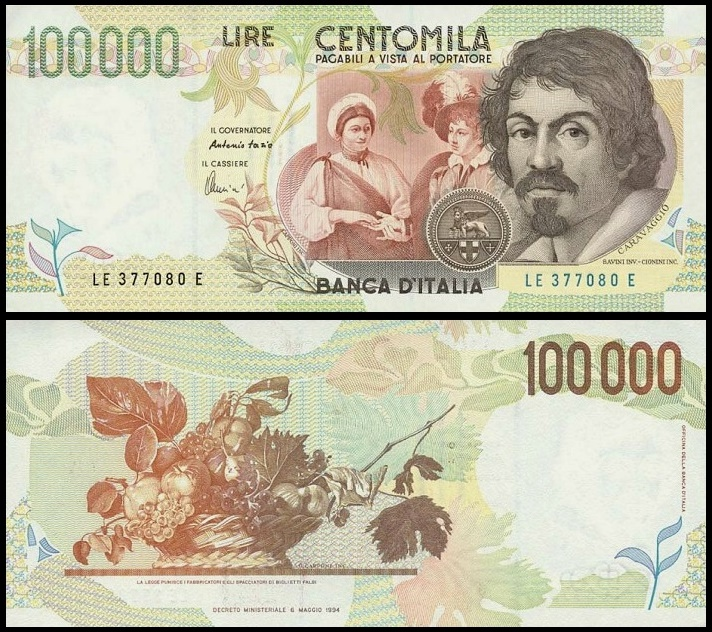
Банкнота номіналом 100 000 лір

Картина явно відсилає до книги Амоса ([[|Амос]] 8:1-2), в якій народ Ізраїлю порівнюється з кошиком стиглих фруктів. Сусідство здорових та червивих плодів також може бути натяком на Церкву, яка збирає як грішників, так і святих. Роботи Караваджо були настільки новаторськими свого часу, що спочатку «Кошик із фруктами» розглядали як частину іншої картини: натюрморти тоді мало цінувалися і вважалися другорядним видом живопису. Картина «Кошик із фруктами» зламала цей стереотип, а сам автор став попередником натюрморту в стилі бароко і першим, хто застосував при створенні картини метод тромплей .

## У культурі
«Кошик із фруктами» Караваджо було поміщено на реверсі італійських банкнот у 100000 лір, випущених у період з 1994 по 1998 рік.